# Paranocarodes sulcatus
Paranocarodes sulcatus är en insektsart som först beskrevs av Bolívar, I. 1912.  Paranocarodes sulcatus ingår i släktet Paranocarodes och familjen Pamphagidae. Inga underarter finns listade i Catalogue of Life.